# 越南共和國軍事安全局
軍事安全是越南共和國軍隊的一個部門。在總參謀部成立時，被稱爲軍事安全署，直接指揮者頭銜爲“監督”。後來更名爲軍事安全局，指揮者職稱爲局長，仍屬總參謀部，但由政戰總局直接管理。軍事安全局的宗旨和任務是完善越南共和國軍隊所有單位各級軍事人員的安全問題。